# Manfred Jäger
Manfred Jäger   (Grießbach, 12 de març de 1950) és un ex-pilot d'enduro alemany, Campió d'Europa en la categoria "superior a 500 cc" el 1978.

## Trajectòria esportiva
Jäger es formà inicialment com a manyà. El 1968 debutà en competició d'enduro amb una MZ en la categoria de 250 cc. L'any següent es va incorporar a l'equip oficial del fabricant alemany i va començar a disputar el Campionat Europeu i els ISDT integrant l'equip de la RDA.
El 1970 va passar a la categoria de 350 cc i entre 1971 i 1974, enquadrat al club ASK Vorwärts de Leipzig, obtingué bons resultats al Campionat de la RDA d'aquesta cilindrada, destacant-ne un tercer lloc el 1973 i el sostcampionat el 1974. El 1975 canvià als 500 cc i guanyà el seu primer Campionat de la RDA en aquesta categoria, revalidant-lo els dos anys següents.
Jäger fou l'únic pilot de MZ a disputar la categoria "superior a 500cc" (instaurada l'any 1977), en la que es proclamà campió europeu el 1978. Com que aquesta categoria estava reservada a motors entre 501 i 750 cc, la fàbrica desenvolupà un motor específic per a ell amb molt pocs centímetres cúbics més que l'estàndard de 500 cc que fabricava normalment. Després d'acumular nombrosos segons llocs als ISDT i bons resultats al Campionat d'Europa (aconseguint-lo finalment el 1978), l'any 1982 es va traslladar a la República Federal Alemanya i va cloure la seva carrera esportiva.
Jäger és casat i té dos fills. Un d'ells, Thomas (nascut el 1976), va participar durant un temps en el Campionat d'Alemanya d'automòbils de turisme.

## Palmarès

### Campionat d'Europa
- 1 Campionat d'Europa d'enduro (1978, +500cc)
- 1 Subcampionat (1977)
- 3 vegades tercer classificat (1973 - 1975)

### ISDT (Trofeu)
- 5 vegades segon classificat (1972, 1977 - 1980)
- 2 vegades tercer classificat (1976 i 1981)

### Campionat de la RDA
- 3 Campionats (1975 - 1977)
- 1 Subcampionat (1974)
- 1 vegada tercer classificat (1973)